# لتیسیا رومن
لتیسیا رومن (ایتالیایی: Letícia Román؛ زادهٔ ۱۲ اوت ۱۹۴۱)
هنرپیشه اهل ایتالیاست.
از فیلم‌هایی که در آن نقش داشته می‌توان به پونتیوس پیلاطس و دختری که زیاد می‌دانست اشاره کرد.